# Psammisia ramiflora
Psammisia ramiflora là một loài thực vật có hoa trong họ Thạch nam. Loài này được Klotzsch miêu tả khoa học đầu tiên năm 1851.